# 7400-serie

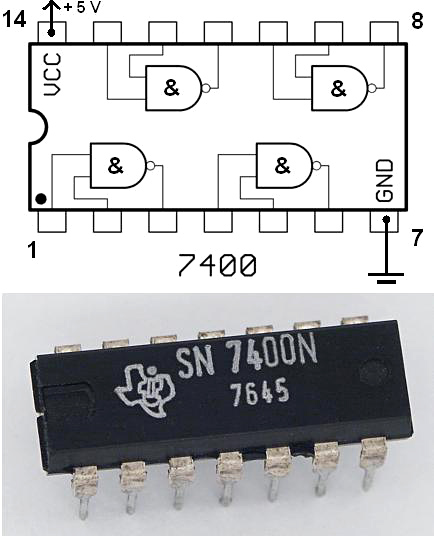
Een veelgebruikte geïntegreerde schakeling uit de 7400-serie

De 7400-serie is een standaardserie digitale geïntegreerde schakelingen die zijn uitgevoerd in TTL-technologie.
De voeding is 5 V. De in- en uitgangen werken met een digitaal signaal volgens TTL-niveau, dat óf laag (0 - 0,7 V) óf hoog (2,7 - 5 V) is. De specificaties geven aan hoe hoog de niveaus mogen zijn. Krijgt een IC een ingangssignaal dat ergens tussen het lage en hoge niveau in ligt, dan is niet voorspelbaar hoe deze zal reageren. Het signaal wordt echter altijd als hetzij laag, hetzij hoog behandeld, zoals bij digitale gegevens gebruikelijk is. 
Veel IC's bevatten een aantal identieke schakelingen. Zo bevat de 7400 vier NANDs met elk twee ingangen. Er zijn er ook met inverters, ANDs, ORs en NORS, en verder gecompliceerde samenstellingen zoals bistabiele flipflops, tellers en optelschakelingen.
De IC's zijn goedkoop in aanschaf, iedere elektronicawinkel heeft ze in voorraad. Ze zijn gemakkelijk met elkaar te combineren, doordat alle in- en uitgangen op TTL-niveau gestandaardiseerd zijn.
De eerste hobbycomputers bestonden veelal uit een microprocessor, een aantal geheugen-IC's en een groot aantal TTL-IC's uit de 7400-serie.
Voor militaire doeleinden worden geïntegreerde schakelingen uit de 5400-serie gebruikt. Ze zijn identiek aan de 7400-serie, maar beter bestand tegen extreme temperaturen.